# Гай Юлий Солин
Гай Юлий Солин (на латински: Gaius Julius Solinus) е латински граматик, компилатор и писател от средата на 3 век.
Главното му произведение е De mirabilibus mundi („Чудото на света“), известно и със заглавията Collectanea rerum memorabilium и Polyhistor. То е в географски труд, съставен въз основа на творби на Плиний Стари, Помпоний Мела, Светоний и Корнелий Бокх (Cornelius Bocchus). 
Автор е и на Chorographia pliniana, а вероятно и на стихотворението Pontica.

## Издания
- C. Ivlii Solini Polyhistor, seu rerum orbis memorabilium collectanea. Eucharius Cervicornus & Hero Fuchs, Köln 1520.
- Claude de Saumaise: Plinianæ exercitationes in Caji Julii Solini Polyhistoria – item Caji Julii Solinii Polyhistor ex Veteribus Libris emendatus. 2 Bde. Utrecht 1629. Text und Kommentar.
- Теодор Момзен: C. Ivlii Solini collectanea rervm memorabilivm 4. Aufl., unveränd. Nachdr. der 1. Aufl., Berlin 1895. Weidmann, Zürich u. Hildesheim 1999. ISBN 3-615-15600-5
- Pontica in: Pieter Burman: Anthologia Veterum Latinorum Epigrammatum Et Poëmatum. Petrus Schouten, Amsterdam 1759 – 1773.